# Bobeck
Bobeck é um município da Alemanha localizado no distrito de Saale-Holzland, estado da Turíngia.
A Erfüllende Gemeinde (português: municipalidade representante ou executante) do município de Bobeck é o município de Bad Klosterlausnitz.